# Bahnstrecke Bötzow–Berlin-Spandau
| Streckennummer: | 6556                                                                                    |                                                  |                                                  |
| Kursbuchstrecke: | 96e (1934) 596e (1940) 107h (Bötzow (Kr Osthavelland) – Bln-Spandau Johannesstift 1946) |                                                  |                                                  |
| Streckenlänge: | 18,0 km                                                                                 |                                                  |                                                  |
| Spurweite: | 1435 mm (Normalspur)                                                                    |                                                  |                                                  |
| |                                                                                         |                                                  |                                                  |
| ORM-Karte\| \| \| von Nauen \| \| \| \| 0,0 \| Bötzow ⊙ \| Bötzow ⊙ \| \| \| \| nach Velten \| \| \| \| 1,8 \| Blockbrück ⊙ \| Blockbrück ⊙ \| \| \| \| vom Flugplatz Schönwalde \| \| \| \| 5,4 \| Nieder Neuendorf Forsthaus ⊙ \| Nieder Neuendorf Forsthaus ⊙ \| \| \| \| Kleinbahn von Hennigsdorf (Linie 120) \| \| \| \| 6,1 \| Nieder Neuendorf (Kr Osthav) ⊙ \| Nieder Neuendorf (Kr Osthav) ⊙ \| \| \| 7,1 \| Papenberge ⊙ \| Papenberge ⊙ \| \| \| \| Landesgrenze Brandenburg–Berlin \| \| \| \| 9,2 \| Bürgerablage (zuvor Bf) ⊙ \| Bürgerablage (zuvor Bf) ⊙ \| \| \| \| Kraftwerk Oberhavel \| \| \| \| 10,1 \| Kraftwerk ⊙ \| Kraftwerk ⊙ \| \| \| 11,0 \| Wichernstraße ⊙ \| Wichernstraße ⊙ \| \| \| \| Industriebahn Hakenfelde \| \| \| \| 11,7 \| Berlin-Spandau Johannesstift (Bw der hvle) ⊙ \| Berlin-Spandau Johannesstift (Bw der hvle) ⊙ \| \| \| \| Kleinbahn nach Spandau West (Linie 120) \| \| \| \| 14,0 \| Radelandstraße (Waldkrankenhaus) (ab ca. 1948) ⊙ \| Radelandstraße (Waldkrankenhaus) (ab ca. 1948) ⊙ \| \| \| \| Berlin-Hamburger Bahn \| \| \| \| \| von Lehrte \| \| \| \| 16,9 \| Spandau West Klbf. ⊙ \| Spandau West Klbf. ⊙ \| |                                                                                         |                                                  |                                                  |
| Strecke (außer Betrieb) |                                                                                         | von Nauen                                        | von Nauen                                        |
| Bahnhof (Strecke außer Betrieb) | 0,0                                                                                     | Bötzow ⊙                                         | Bötzow ⊙                                         |
| Abzweig geradeaus und nach links (Strecke außer Betrieb) |                                                                                         | nach Velten                                      | nach Velten                                      |
| Haltepunkt / Haltestelle (Strecke außer Betrieb) | 1,8                                                                                     | Blockbrück ⊙                                     | Blockbrück ⊙                                     |
| Abzweig geradeaus und von rechts (Strecke außer Betrieb) |                                                                                         | vom Flugplatz Schönwalde                         | vom Flugplatz Schönwalde                         |
| Haltepunkt / Haltestelle (Strecke außer Betrieb) | 5,4                                                                                     | Nieder Neuendorf Forsthaus ⊙                     | Nieder Neuendorf Forsthaus ⊙                     |
| Abzweig geradeaus und von links (Strecke außer Betrieb) |                                                                                         | Kleinbahn von Hennigsdorf (Linie 120)            | Kleinbahn von Hennigsdorf (Linie 120)            |
| Bahnhof (Strecke außer Betrieb) | 6,1                                                                                     | Nieder Neuendorf (Kr Osthav) ⊙                   | Nieder Neuendorf (Kr Osthav) ⊙                   |
| Haltepunkt / Haltestelle (Strecke außer Betrieb) | 7,1                                                                                     | Papenberge ⊙                                     | Papenberge ⊙                                     |
| Grenze (Strecke außer Betrieb) |                                                                                         | Landesgrenze Brandenburg–Berlin                  | Landesgrenze Brandenburg–Berlin                  |
| Dienststation / Betriebs- oder Güterbahnhof (Strecke außer Betrieb) | 9,2                                                                                     | Bürgerablage (zuvor Bf) ⊙                        | Bürgerablage (zuvor Bf) ⊙                        |
| Abzweig geradeaus und nach links (Strecke außer Betrieb) |                                                                                         | Kraftwerk Oberhavel                              | Kraftwerk Oberhavel                              |
| Haltepunkt / Haltestelle (Strecke außer Betrieb) | 10,1                                                                                    | Kraftwerk ⊙                                      | Kraftwerk ⊙                                      |
| Haltepunkt / Haltestelle (Strecke außer Betrieb) | 11,0                                                                                    | Wichernstraße ⊙                                  | Wichernstraße ⊙                                  |
| Abzweig geradeaus und von links (Strecke außer Betrieb) |                                                                                         | Industriebahn Hakenfelde                         | Industriebahn Hakenfelde                         |
| Betriebs-/Güterbahnhof Strecke bis hier außer Betrieb | 11,7                                                                                    | Berlin-Spandau Johannesstift (Bw der hvle) ⊙     | Berlin-Spandau Johannesstift (Bw der hvle) ⊙     |
| Abzweig geradeaus und ehemals nach links |                                                                                         | Kleinbahn nach Spandau West (Linie 120)          | Kleinbahn nach Spandau West (Linie 120)          |
| ehemaliger Haltepunkt / Haltestelle | 14,0                                                                                    | Radelandstraße (Waldkrankenhaus) (ab ca. 1948) ⊙ | Radelandstraße (Waldkrankenhaus) (ab ca. 1948) ⊙ |
| Kreuzung geradeaus unten |                                                                                         | Berlin-Hamburger Bahn                            | Berlin-Hamburger Bahn                            |
| Abzweig geradeaus und von rechts |                                                                                         | von Lehrte                                       | von Lehrte                                       |
| Betriebs-/Güterbahnhof Streckenende | 16,9                                                                                    | Spandau West Klbf. ⊙                             | Spandau West Klbf. ⊙                             |

Die Bahnstrecke Bötzow–Berlin-Spandau, auch Bötzowbahn, war eine Nebenbahn in Berlin und Brandenburg, die ursprünglich zu den Osthavelländischen Kreisbahnen (OHE) gehörte. Sie verlief von Bötzow nach Berlin-Spandau.

## Geschichte
Für Rechnung des Kreises Osthavelland erbaute und betrieb die AG Osthavelländische Eisenbahnen zwei Kleinbahnen, die sie 1924 aufkaufte. Es handelte sich zunächst um die von Nauen in östlicher Richtung führende 26 Kilometer lange Strecke nach Velten.
Von der Zwischenstation Bötzow zweigte ab 1. Juni 1908 (Personenverkehr ab 1. Mai 1909) die Bötzowbahn zum Spandauer Johannesstift ab. Ab 1. Mai 1912 wurden die Gleise weiter bis zum Kleinbahnhof Spandau West geführt, der direkt neben dem Vorortbahnhof Spandau-West lag. Zwischen Nieder Neuendorf und dem Bahnhof Johannesstift zweigten verschiedene Industriebahnen und Anschlussgleise von der Strecke ab, so zur Brennstoffversorgung des  Kraftwerks Oberhavel und zu mehreren Industriebetrieben in Hakenfelde.
Auf einem Teil dieser Strecke verkehrte ab 8. Januar 1923 die Linie 120 (Spandau–Nieder Neuendorf–Hennigsdorf (Rathenaustraße)) der Berliner Straßenbahn, die zunächst mit Benzoltriebwagen befahren wurde. Bis zum 11. November 1929 wurde die Strecke elektrifiziert und am 23. Juli 1931 bis zum Bahnhof Hennigsdorf verlängert. Sie hatte zwischen Johannesstift und Bürgerablage zusätzlich die Haltestellen Wichernstraße und Kraftwerk. Nach Plänen der Berliner Straßenbahn-Betriebs-Gesellschaft sollte die Linie 120 nicht mehr über die Schönwalder Straße zum Johannesstift geführt werden, sondern über die Streitstraße fahren, dann von der 1928 eingerichteten Wendeschleife am Ostrand der Waldsiedlung an die Bötzowbahn herangeführt werden und in Höhe des Rustweges in diese in Richtung Nieder Neuendorf einmünden. Die vorgesehene Trasse war über mehrere Jahre freigehalten worden. Als möglicher Hinderungsgrund wird die Einrichtung einer mit einem Fahrdienstleiter besetzten Abzweigstelle am Treffpunkt beider Strecken vermutet. Im April 1945 endete der Betrieb dieser Straßenbahnlinie.
Der übrige Personenverkehr auf der Bötzowbahn war zwischen 1929 und 1939 fast vollständig auf eine parallele Omnibuslinie verlagert worden. Allerdings sollen während des Krieges in den Jahren 1942 bis 1945 Triebwagen ohne Zwischenhalt von Spandau West zum Flugplatz Schönwalde gefahren sein, zu dem seit 1935/1938 eine Anschlussbahn bei Nieder Neuendorf abzweigte.

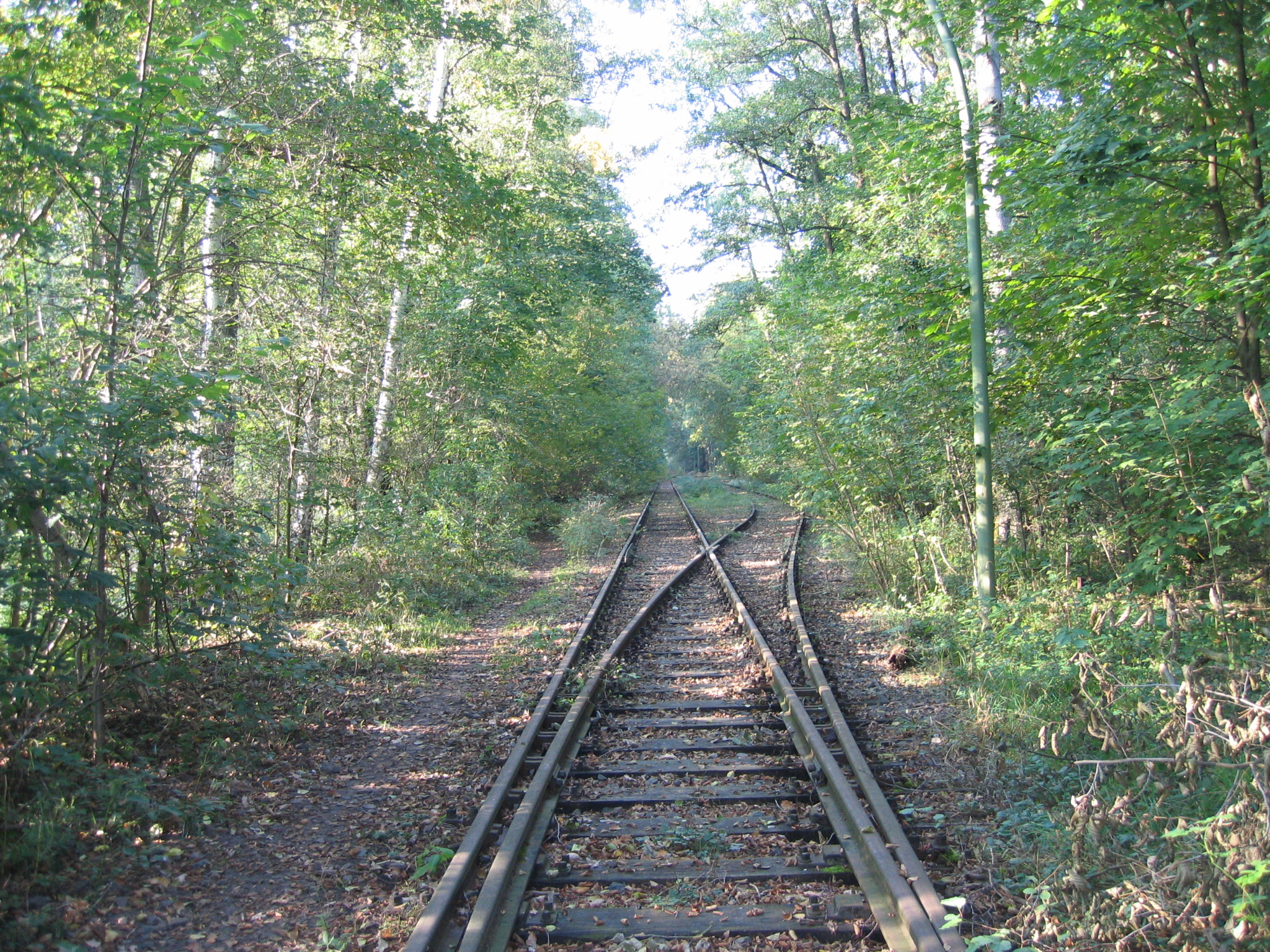
Stillgelegte Gleise und Weichenanlage der Havelländischen Eisenbahn im Spandauer Forst (ehem. Bahnhof Bürgerablage)

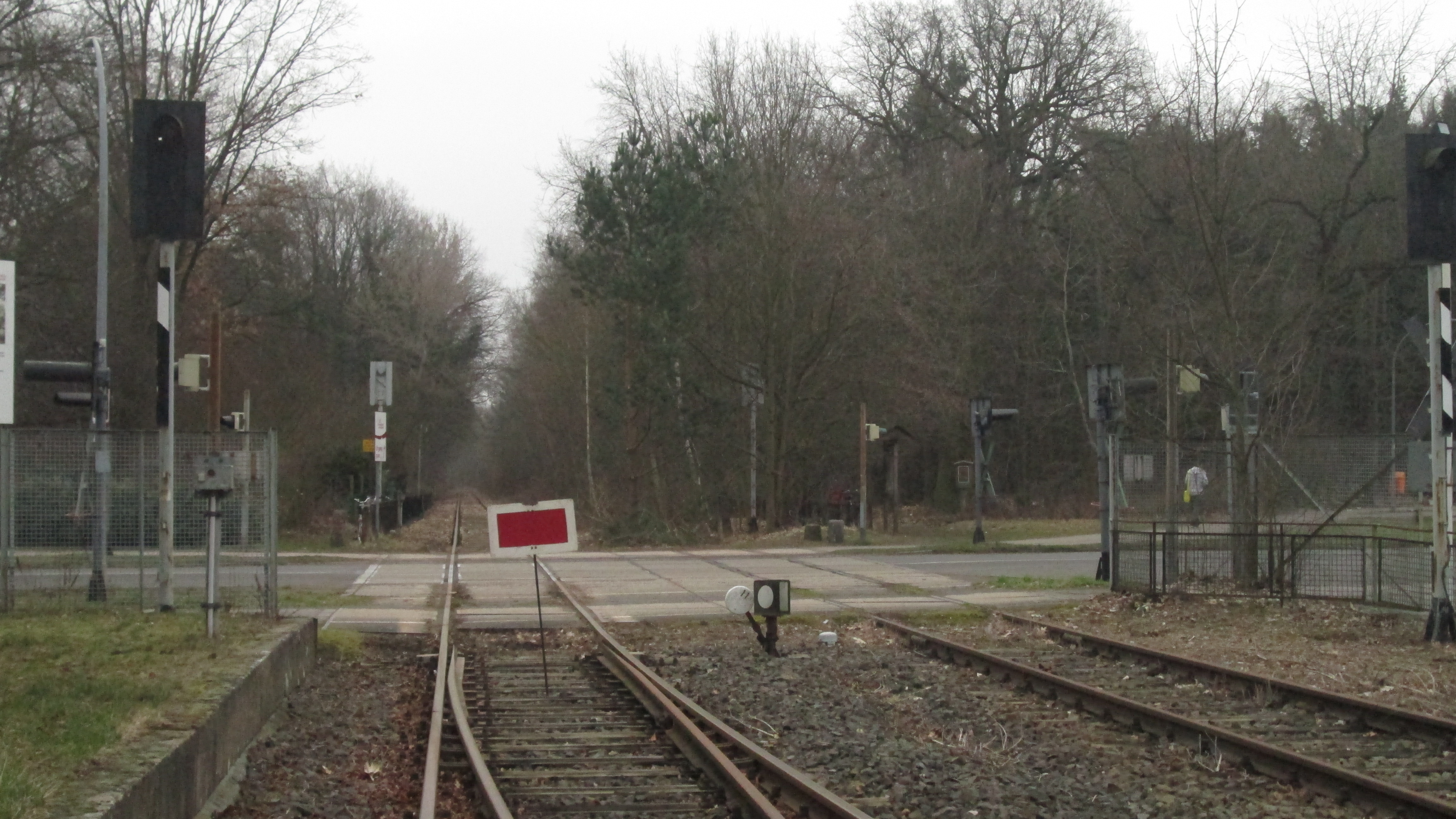
Ende der verkehrsbereiten Strecke am Nordkopf des
Bahnhofs Johannesstift (2017)

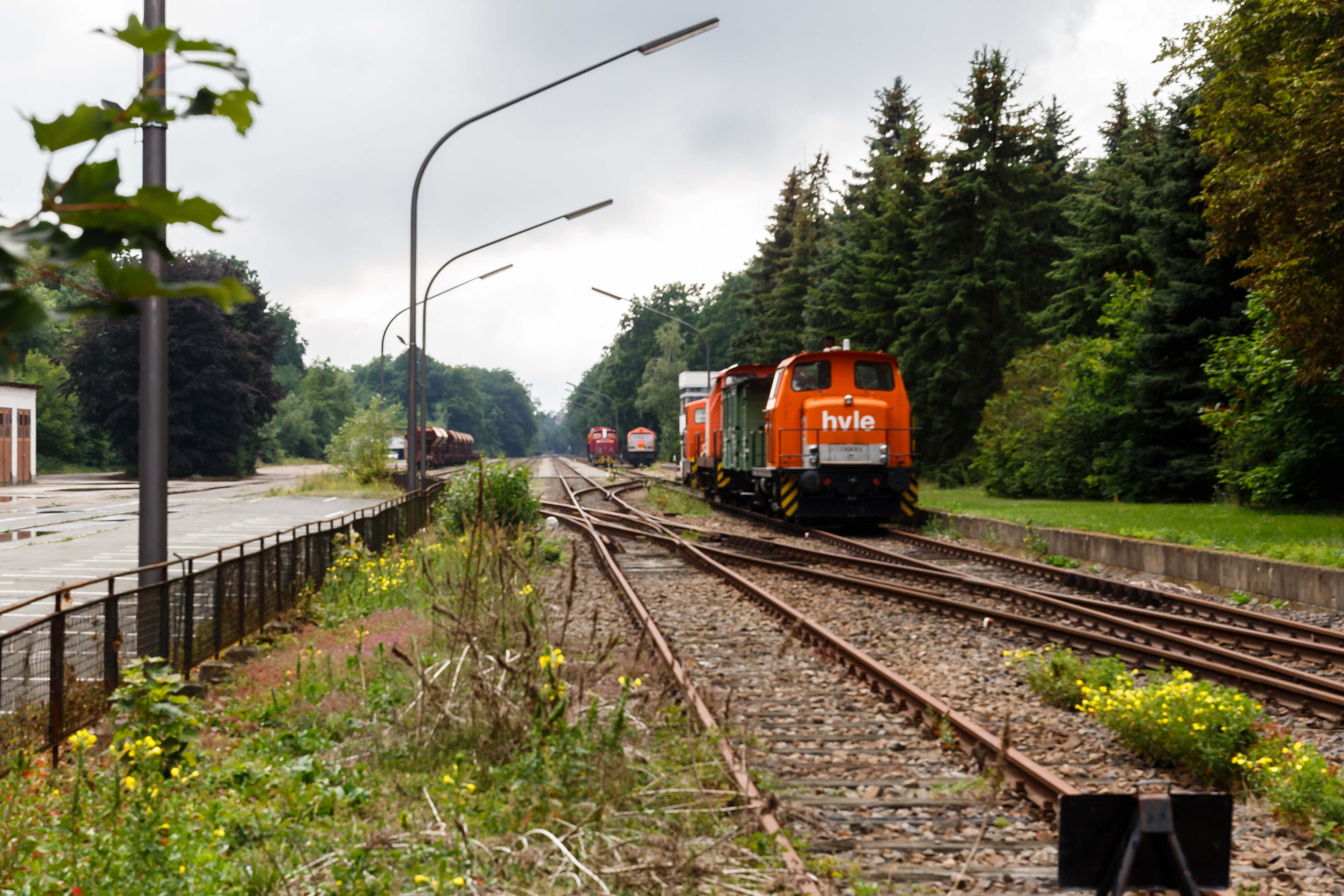
Der Güterbahnhof Berlin-Spandau Johannesstift, vom Bahnübergang der Schönwalder Allee aus (2015)

Der in der sowjetischen Besatzungszone liegende Teil der Gesellschaft wurde 1946 von der Sowjetischen Besatzungsmacht enteignet und die Bahnen zunächst den Landesbahnen Brandenburg, dann der Deutschen Reichsbahn unterstellt. Diese legte 1952 die Strecke Bötzow–Nieder Neuendorf still, ebenso am 1. November 1964 den Abschnitt Nauen–Bötzow–Velten.
Lediglich ein acht Kilometer langer Abschnitt auf West-Berliner Gebiet zwischen Bürgerablage und Spandau West blieb der OHE erhalten. Sie stand unter Treuhandverwaltung zunächst durch die britische Besatzungsmacht, dann durch das Land Berlin. Allerdings gab es nach Kriegsende noch bis zum 21. August 1950 durchgehende Züge von Spandau über Bötzow bis Nauen und Ketzin sowie nach Hennigsdorf. Die Züge nach Hennigsdorf hielten als Ersatz für die 1945 eingestellte Straßenbahnlinie 120 auch an den Bedarfshaltestellen Wichernstraße und Kraftwerk; zwischen Johannesstift und Spandau West hielten die Züge am Bedarfshaltepunkt Radelandstraße, von dem aus das ab 1945 eingerichtete Waldkrankenhaus erreicht werden konnte. Der Güterverkehr wurde danach auf das Teilstück Johannesstift–Spandau West beschränkt, von wo aus auch die Industriebahn Hakenfelde  bedient wurde, zu der nun auch das Reststück der Bötzowbahn zu den Anschlussgleisen zum Kraftwerk Oberhavel und zum Teufelsseekanal gehörte.
Heute ist die Strecke von Spandau für Güterverkehr bis zum Bahnhof Berlin-Spandau Johannesstift in Betrieb. Die Havelländische Eisenbahn nutzt den Bahnhof zum Abstellen von Güterwagen und Lokomotiven und unterhält angrenzend ihr Bahnbetriebswerk. 2011/2012 stellte der Hennigsdorfer Hersteller Bombardier Transportation mehrere neugebaute Triebzüge der Reihe Talent 2 (Baureihe 442) auf den Gleisanlagen des Bahnhofs Johannesstift ab, da sie wegen fehlender Zulassung durch das Eisenbahn-Bundesamt noch nicht an den Besteller, die DB Regio, ausgeliefert werden konnten.

## Zukunft
Als Teil des Infrastrukturprojektes i2030 untersuchen das Land Berlin gemeinsam mit dem Verkehrsverbund Berlin-Brandenburg und der Eigentümerin der Bötzowbahn, der Havelländischen Eisenbahngesellschaft, einen möglichen S-Bahn-Betrieb auf dem ersten Teilstück der Strecke. Angedacht sind zwei Haltepunkte (Seegefelder Straße und Falkenseer Chaussee) sowie eine mögliche Verlängerung bis Johannesstift. Einen Zeitrahmen für die Umsetzung der Planung gibt es bisher nicht. Ein Planungsbüro wurde beauftragt eine Planung bis Ende 2025 durchzuführen.

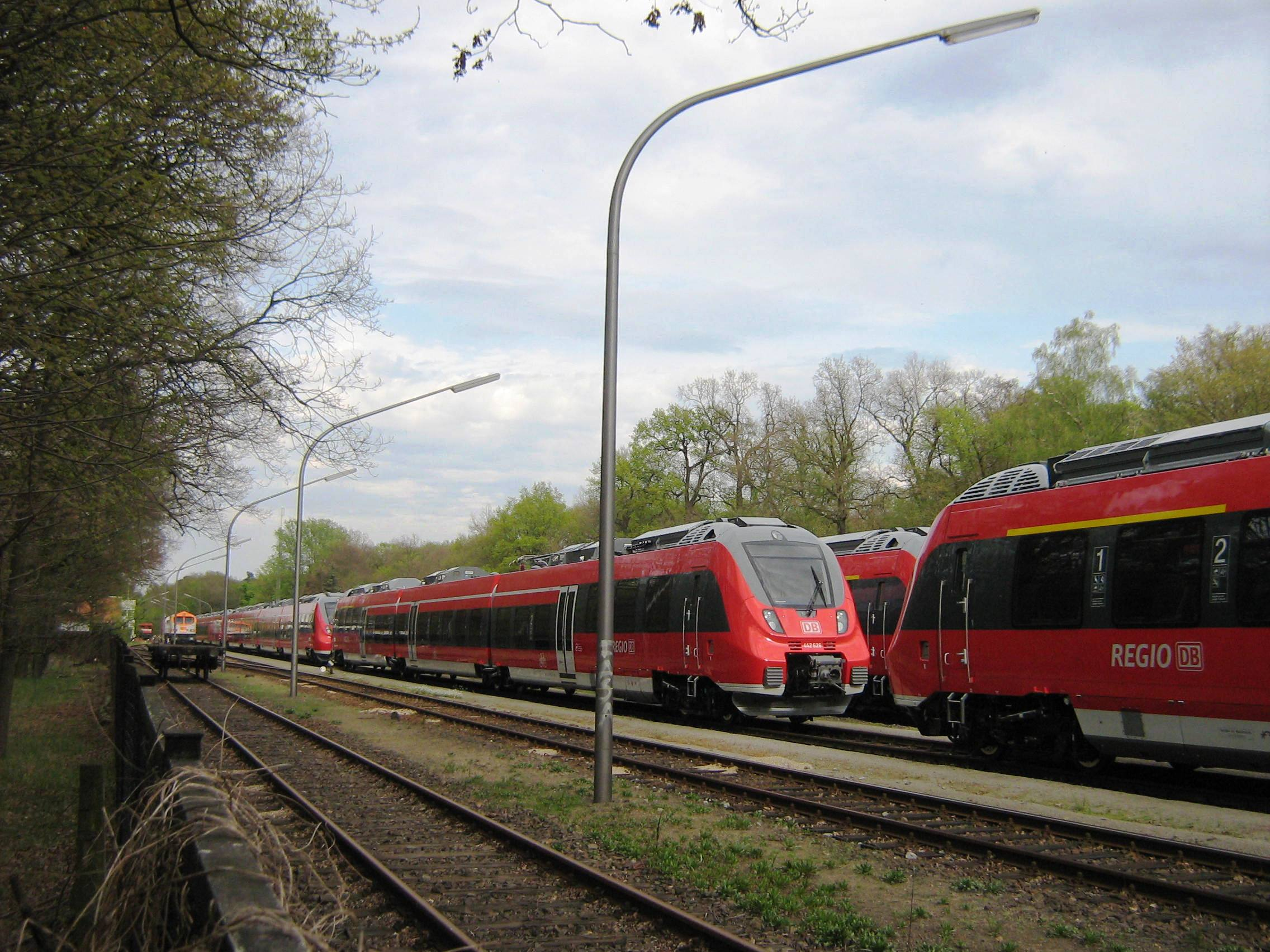
Bombardier-Talent-Triebzüge vor der Auslieferung an DB Regio, abgestellt im Güterbahnhof Berlin-Spandau Johannesstift (2012)
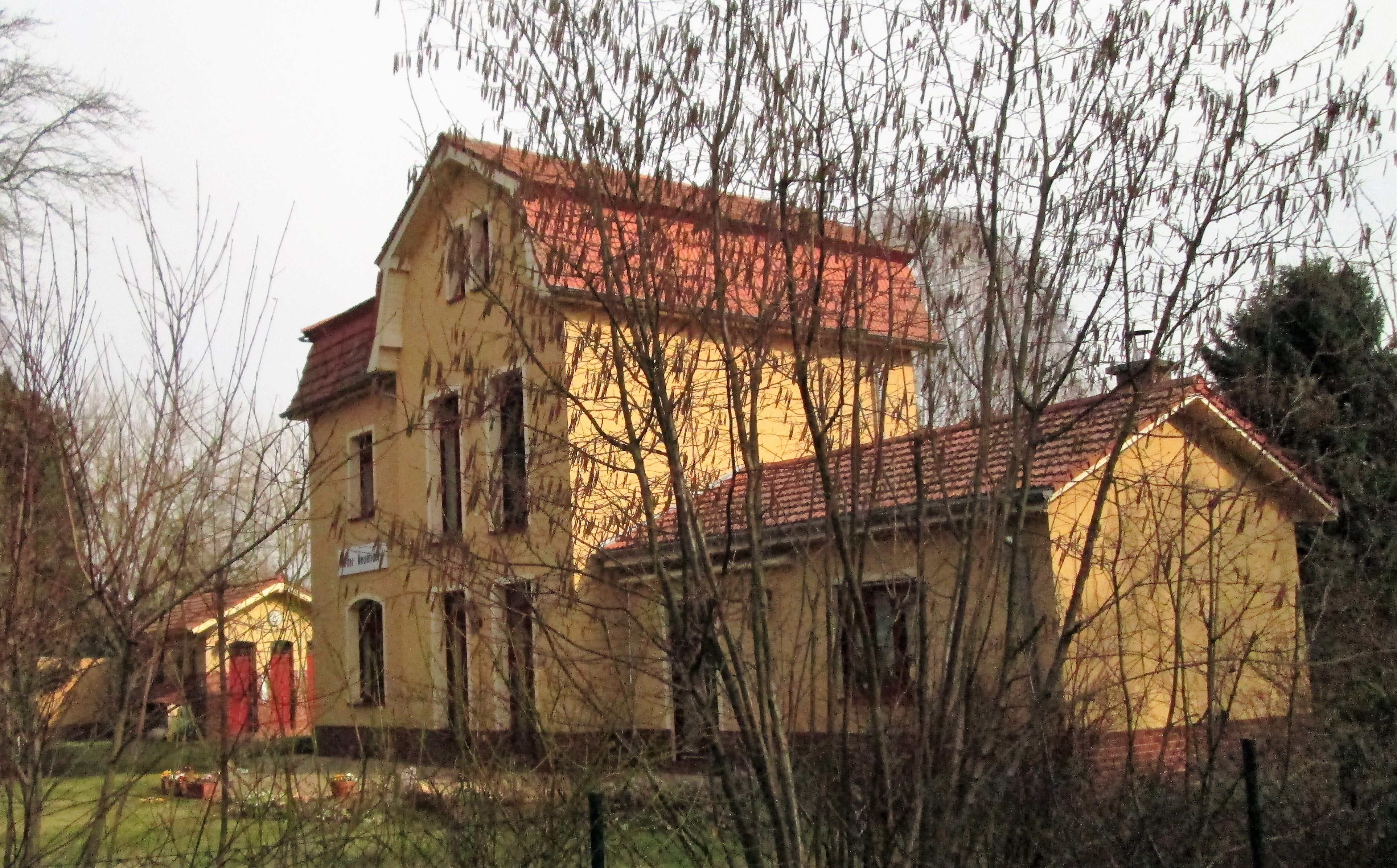
Der ehemalige Bahnhof Nieder Neuendorf (2017)
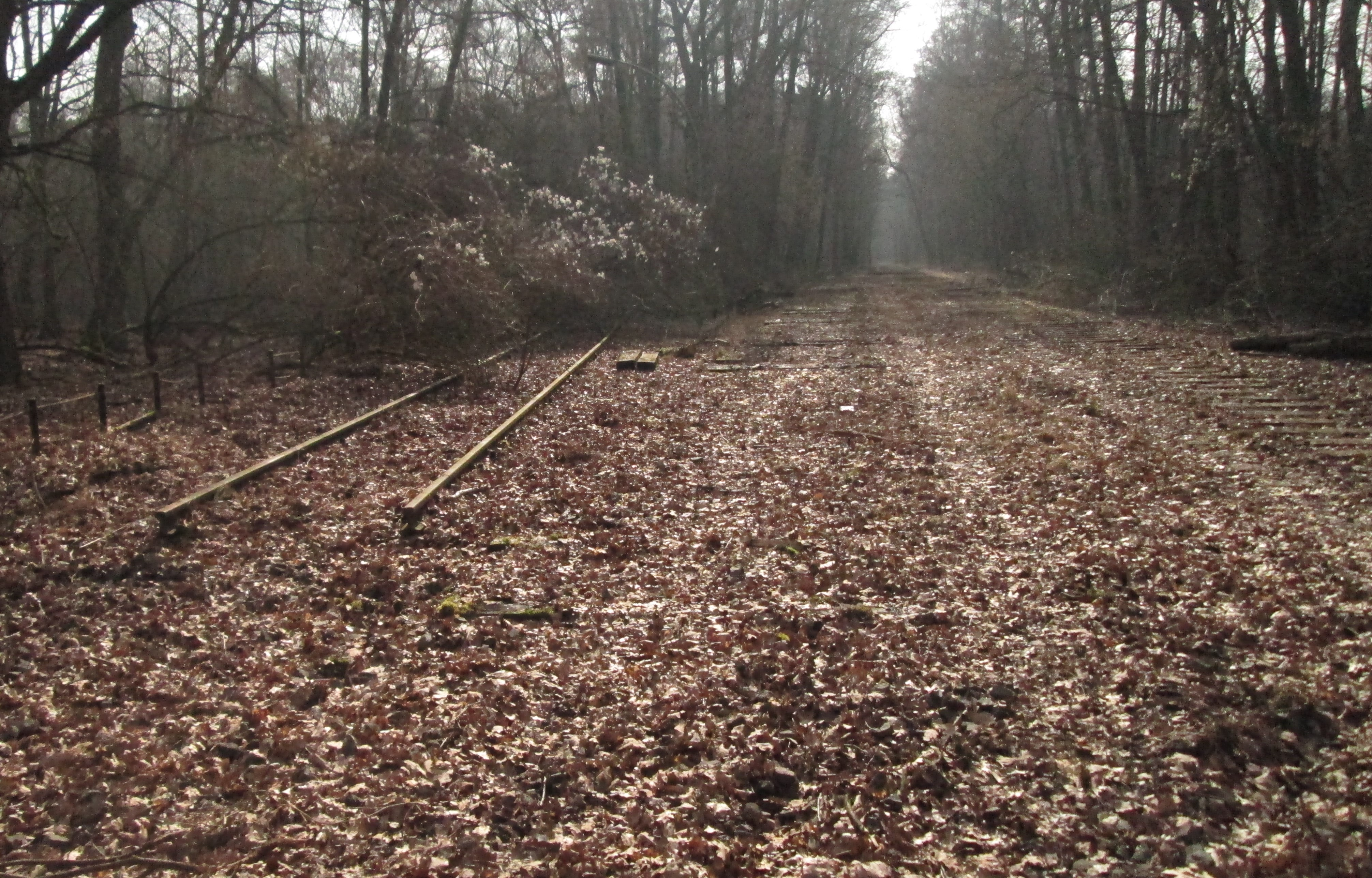
Abzweig Kraftwerk (links) und Trasse Richtung Johannesstift (2017)
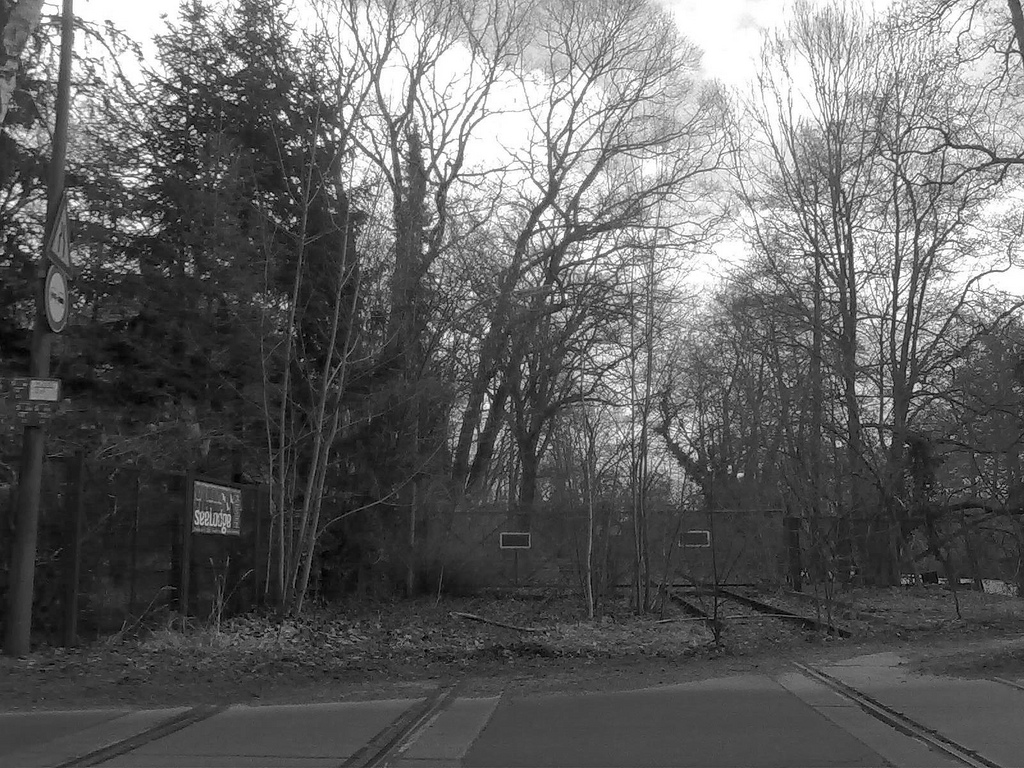
Ehemalige Einfahrt in das Kraftwerk Oberhavel an der Niederneuendorfer Allee (2010)
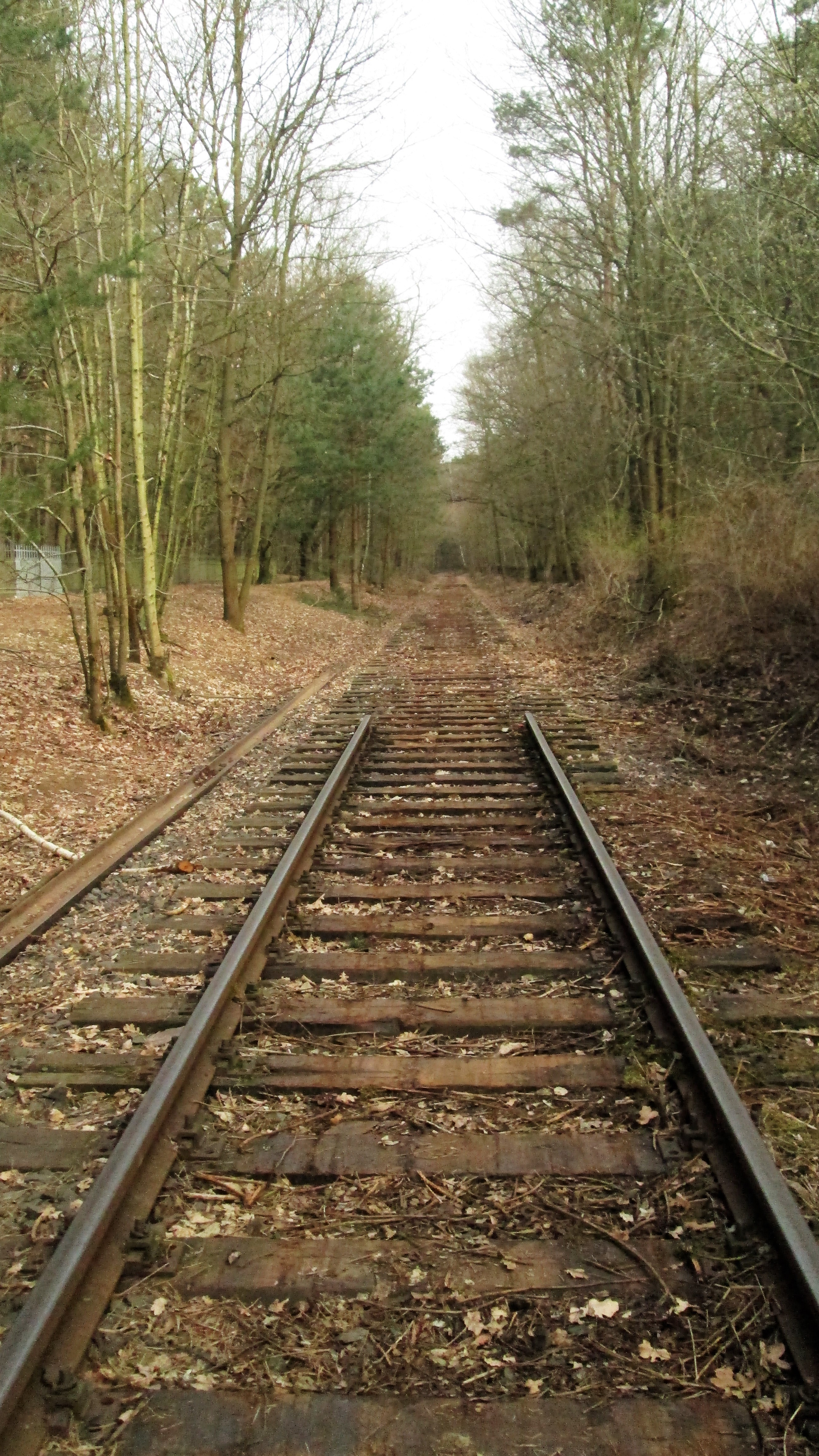
Das Streckenende nördlich vom Bahnhof Johannesstift (2017)